# BundesUmweltWettbewerb
Der BundesUmweltWettbewerb (kurz BUW) ist ein bundesweiter Schülerwettbewerb im Bereich Umwelt und Naturschutz. Träger ist das Bundesministerium für Bildung und Forschung (BMBF). Organisiert wird der Wettbewerb vom IPN - Leibniz-Institut für die Pädagogik der Naturwissenschaften.

## Teilnehmende
Der BundesUmweltWettbewerb wird in zwei Altersklassen für 10- bis 16-Jährige (BUW I) und 17- bis 20-Jährige (BUW II) ausgetragen. Jährlich nehmen etwa 1000 Teilnehmende mit ca. 300 Projekten am Wettbewerb teil.

### BUW I und BUW II
Beim BUW geht es darum, eine selbstgewählte Fragestellung aus dem eigenen Umfeld zu untersuchen, die für die Umwelt relevant ist. Der Schwerpunkt kann dabei im Bereich Natur, Ökologie, Klima, Wirtschaft, Gesellschaft, Konsum, Technik, Gesundheit oder Kultur gesetzt werden. Der geistige Leitfaden sollte dabei „Vom Wissen zum nachhaltigen Handeln“ sein. Einige ausgewählte Projekte werden jährlich zu einer Präsentation in Kiel eingeladen.
Teilnehmen kann man als Einzelperson, in einer Kleingruppe aus bis zu 6 Personen (BUW II) oder in einer Projektgruppe mit bis zu 20 Teilnehmenden (BUW II).
Im BUW soll ein Umweltproblem aus dem eigenen Umfeld zunächst auf seine Ursachen hin untersucht werden. Anschließend geht es darum, Lösungsmöglichkeiten zu suchen und diese zumindest ansatzweise auch umzusetzen.

## Preise
Erfolgreiche Teilnehmende werden im September mit Geld- oder Sachpreisen und Urkunden belohnt. Außerdem gibt es Praktikumsplätze und Seminarteilnahmen an  Forschungseinrichtungen zu gewinnen.
Zusätzlich kann man für das Auswahlverfahren der Studienstiftung des deutschen Volkes vorgeschlagen werden.